# Tesamorelin
Tesamorelin, es vendido  bajo la marca Egrifta. Es un medicamento que se usa para tratar la lipodistrofia asociada al VIH . Específicamente se usa para el exceso de grasa abdominal. Se administra mediante inyección debajo de la piel.
Los efectos secundarios más comunes son dolor en las articulaciones, enrojecimiento en el lugar de la inyección e hinchazón de las piernas. Otros efectos secundarios pueden ser reacciones alérgicas y cáncer. Su uso durante el embarazo puede dañar al bebé. Es una forma manufacturada de la hormona liberadora de la hormona del crecimiento .
Tesamorelin fue aprobado para uso médico en los Estados Unidos en 2010. No está aprobado en Europa. En Estados Unidos cuesta unos 6.400 dólares estadounidenses  al mes a partir de 2021.